# 舍夫琴科 (布拉特西克區)
47°48′27″N 31°35′45″E / 47.80750°N 31.59583°E
舍夫琴科（烏克蘭語：Шевченко），是烏克蘭南部的村莊，隸屬尼古拉耶夫州的沃茲涅先斯克區。該村始建於1924年，面積0.63平方公里，海拔高度102米，2001年人口402，人口密度每平方公里635.1人。